# Алибаево
Алибаево (баш. Әлебай) — деревня в Зианчуринском районе Республики Башкортостан Российской Федерации. Входит в состав Абзановского сельсовета.

## География

### Географическое положение
Расстояние до:
- районного центра (Исянгулово): 65 км,
- центра сельсовета (Абзаново): 18 км,
- ближайшей ж/д станции (Саракташ): 58 км.

## Население
| 1939 | 1959 | 1970 | 1979 | 1989 | 2002 | 2009 |
| ---- | ---- | ---- | ---- | ---- | ---- | ---- |
| 286  | ↘218 | ↗292 | ↘235 | ↘195 | ↘179 | ↘178 |
| 2010 | 2022 |      |      |      |      |      |
| ↘140 | ↘139 |      |      |      |      |      |

Национальный состав
Согласно переписи 2002 года, преобладающая национальность — башкиры (100 %).